# Тафеа ФК
Тафеа ФК (на френски: Tafea FC), или накратко Тафеа, е вануатски футболен клуб от столицата Порт Вила, остров Ефате. 

## История
Футболен клуб „Тафеа“ е основан през 1994 г. Клубът е полупрофесионален, а в отбора играят само местни играчи.
Домакинските си срещи играе на стадион „Корман“ в Порт Вила, който е с капацитет 6500 зрители.
За краткото си съществуване Тафеа е Световен рекордьор по поредни титли – 15 (от основаването си през 1994 до 2009 година). През 2008 година първенството не се провежда. Серията му е спряна от основния му съперник „Амикале“ през 2010 година. 
Тъй като дълго страната няма единно първенство, Лигата на Порт Вила се явява национален шампионат. През 2006 се прави първи опит за национално първенство под името „Бред Къп“, а по-късно като „Национална суперлига“. През 2017 не се провежда, а съществува до 2020 г.
През 2001 достига до финала в „Купата на Шампионите на Океания“, където отстъпва на австралийския „Уолонгонг Уулвс“ с 0:1.

## Успехи
- Купа Бред/Национална футболна лига:
  -  Шампион (4): 2005, 2009, 2013, 2014
  -  Вицешампион (4): 2008, 2009/10, 2010/11, 2011/12
  -  Бронзов медалист (5):2012/13, 2013/14, 2016, 2017/18, 2019/20
- Футболна лига на Порт Вила:
  -  Шампион (16): 1994, 1995, 1996, 1997, 1998, 1999, 2000, 2001, 2002, 2003, 2004, 2005, 2006, 2007, 2008/09, 2018/19[3]
- ТВЛ Смайл Къп:
  -  Носител (3): 2014
  -  Финалист (1):
- Порт Вила Шийлд:
  -  Носител (1): 2013/14
- Купа на независимостта на Порт Вила:
  -  Финалист (2): 2019, 2021
- Купа на Откриването:
  -  Носител (1): 2019/20

- Купа на Шампионите на Океания:
  -  Финалист (1): 2001 (Финал срещу „Уолонгонг Уулвс“ 0:1)
  -  Бронзов медалист (1): 2005 (мач за 3-то място срещу „Пирае“ (Френска Полинезия) 3:1)